# ياسر عباس (وزير)
ياسر عباس (1961 -) سياسي ومهندس مدني سوداني، متخصص في الهيدرولوجيا والموارد المائية، يشغل منصب وزير الري والموارد المائية، في حكومة عبد الله حمدوك منذ سبتمبر 2019.

## نُبذة
ولد في مدينة سنار عام 1961، ودرس فيها مراحله التعليمية قبل الجامعية، ثم التحق بجامعة الخرطوم قسم كلية الهندسة وتخرج فيها عام 1985، ثم حصل على ماجستير ودكتوراه في مجال الهايدرولك بهولندا، ووصل لمرحلة الأستاذية، وعمل كأستاذ زائر في المعهد العالمي للمياه بهولندا. كما شغل منصب مدير عام مركز البحوث الهيدروليكية التابع لوزارة الموارد المائية والري والكهرباء، وعمل خبيرًا بالأمم المتحدة في أديس أبابا، قدم عدة بحوث وأوراق، من ضمنها الإنذار المبكر للفيضانات.